# Xã Shiloh, Quận Edgar, Illinois
Xã Shiloh (tiếng Anh: Shiloh Township) là một xã thuộc quận Edgar, tiểu bang Illinois, Hoa Kỳ. Năm 2010, dân số của xã này là 162 người.